# Emma Friis
Emma Friis (Herning, 31 oktober 1999) is een Deense handbalspeler die deel uitmaakt van het Deense nationale team.

## Carrière

### Club

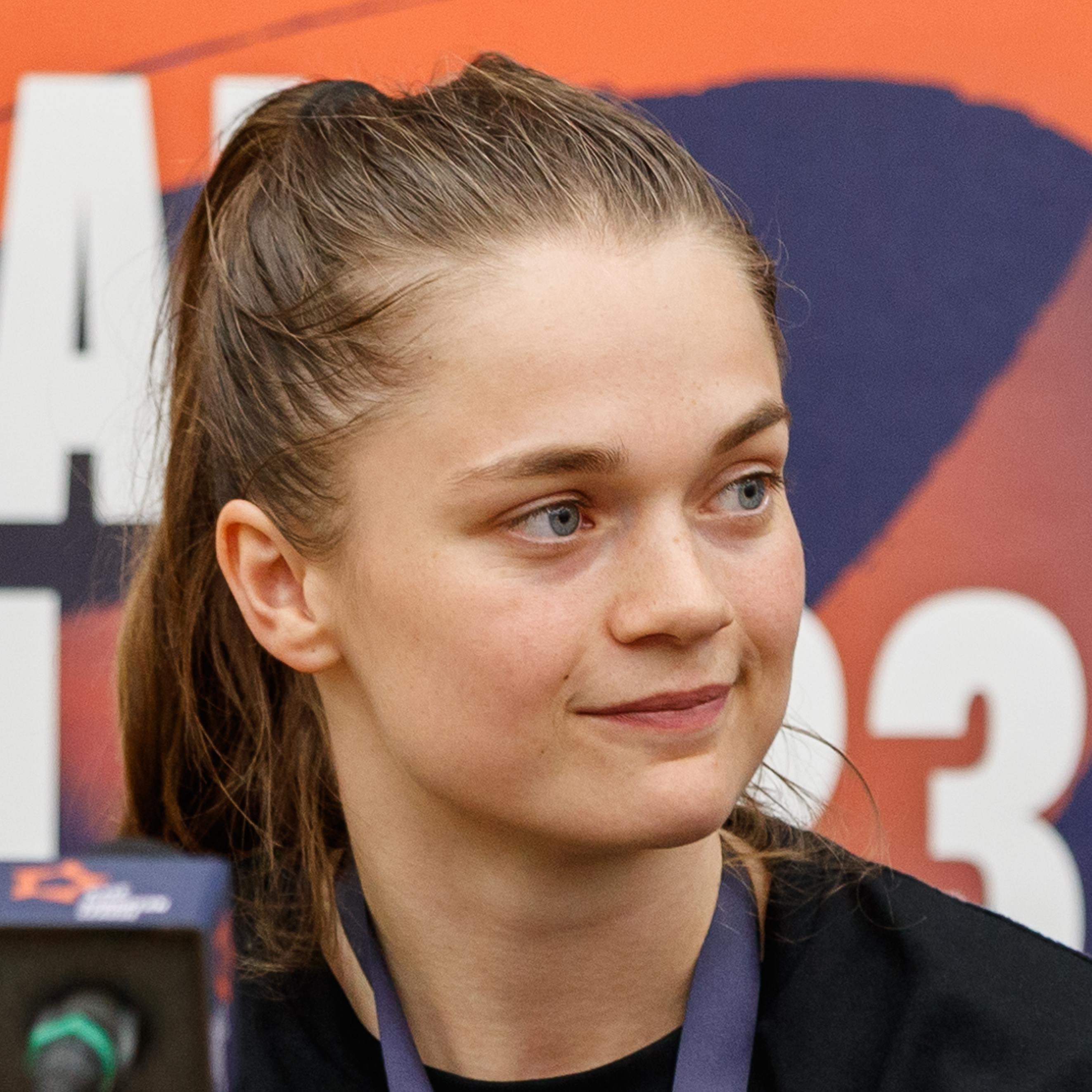
Friis in 2023

Emma Friis begon haar handbalcarrière bij Herning-Ikast Håndbold. Ze maakte haar profdebuut op 29 december 2016 voor die club dat op dat moment nog bekend stond als FC Midtjylland Håndbold. Friis won in 2019 met Herning-Ikast Håndbold de Deense Beker. In 2023 won ze met deze club de EHF European League. Friis was in de finale tegen NFH topscorer met elf doelpunten. Op het einde van het seizoen 2023/24 maakte Friis de overstap naar het Roemeense CSM București.

### Nationaal team
Friis maakte haar debuut voor de Deense selectie op 29 september 2018 in een wedstrijd tegen Noorwegen. Datzelfde jaar werd ze opgenomen in een lijst van de Europese handbalfederatie met de twintig grootste handbaltalenten. In 2021 behaalde Friis een bronzen medaille op het WK 2021 in Spanje. Een jaar later wist Friss met Denemarken een zilveren medaille te winnen op het EK 2022 in Slovenië, Noord-Macedonië en Montenegro. In 2023 behaalde Friis op het EK 2023 in Denemarken, Noorwegen en Zweden opnieuw een bronzen medaille. Friis wist op dit eindtoernooi 30 keer tot scoren te komen.